# Silnice D112
D112 je státní silnice na ostrově Šolta v Chorvatsku, která spojuje trajektový přístav Rogač (odkud se trajekty Jadrolinija přeplouvají do Splitu) a silnici D410 na silnici D111, hlavní silnici na ostrově. Silnice je dlouhá 1,9 km. Tato silnice, stejně jako všechny ostatní státní silnice v Chorvatsku, je řízena a udržována firmou Hrvatske ceste, která je státním podnikem.

## Křižovatky a obydlené oblasti
| Křižovatky a obydlené oblasti na silnici D112 | |
| Typ                                           | Poznámky |
|                                               | Přístav Rogač – trasa do pevninského přístavu Split (Jadrolinija) a státní silnice D410 a dálnici A1. Nejsevernější bod silnice. |
|                                               | Rogač |
|                                               | Grohote D111 do Maslinice (na západě) a Stomorské (na východě). Nejjižnější bod silnice.                                         |